# Harmony
Harmony (dříve známý jako Node 2) je modul Mezinárodní vesmírné stanice. Slouží jako přechodová část mezi moduly. Obsahuje čtyři přístrojové skříně zajišťující napájení připojených modulů elektrickou energií a přenos dat. Zařízení bylo k vesmírné stanici připojeno 26. října 2007. Připojením Harmony k ISS považuje NASA americké jádro stanice za dokončené.
Modul Node 2 byl přejmenován na Harmony v březnu 2007.
Jméno bylo vybráno studenty v akademické soutěži, které se zúčastnilo více než 2200 škol z 32 států USA. Pravidla soutěže od studentů požadovala, aby vesmírnou stanici studovali, postavili model modulu v měřítku a napsali esej, kde vysvětlili své navrhované jméno.

## Popis modulu
Zařízení ve tvaru válce váží přibližně 13 600 kg, jeho délka je 7,2 m a průměr je 4,4 m. Je druhým ze tří přechodových modulů mezi hlavními částmi stanice. Modul zvětší prostor Mezinárodní vesmírné stanice a umožní připojení japonské a evropské laboratoře. Z povrchu modulu Harmony bude moci operovat robotická ruka kosmické stanice Canadarm2.

## Smluvní proces
Podle dohody mezi NASA, Evropskou kosmickou agenturou a italskou firmou Alenia Spazio, postavila tato společnost modul Harmony v Turíně v Itálii. Harmony byl dopraven pomocí těžkého dopravního letadla Airbus Beluga 1. června, 2003 do Kennedyho vesmírného střediska na Floridu. Po inspekci zařízení po dokončení přepravy jej předala Italská kosmická agentura Evropské kosmické agentuře (ESA). Ta pak formálně předala 18. června 2003 vlastnictví Harmony NASA. Modul byl umístěn v budově Space Station Processing Facility v Kennedyho kosmickém středisku.
Předáním Harmony byla splněna hlavní část barterové smlouvy mezi ESA a NASA, podepsané v Turíně 8. října 1977.

## Start

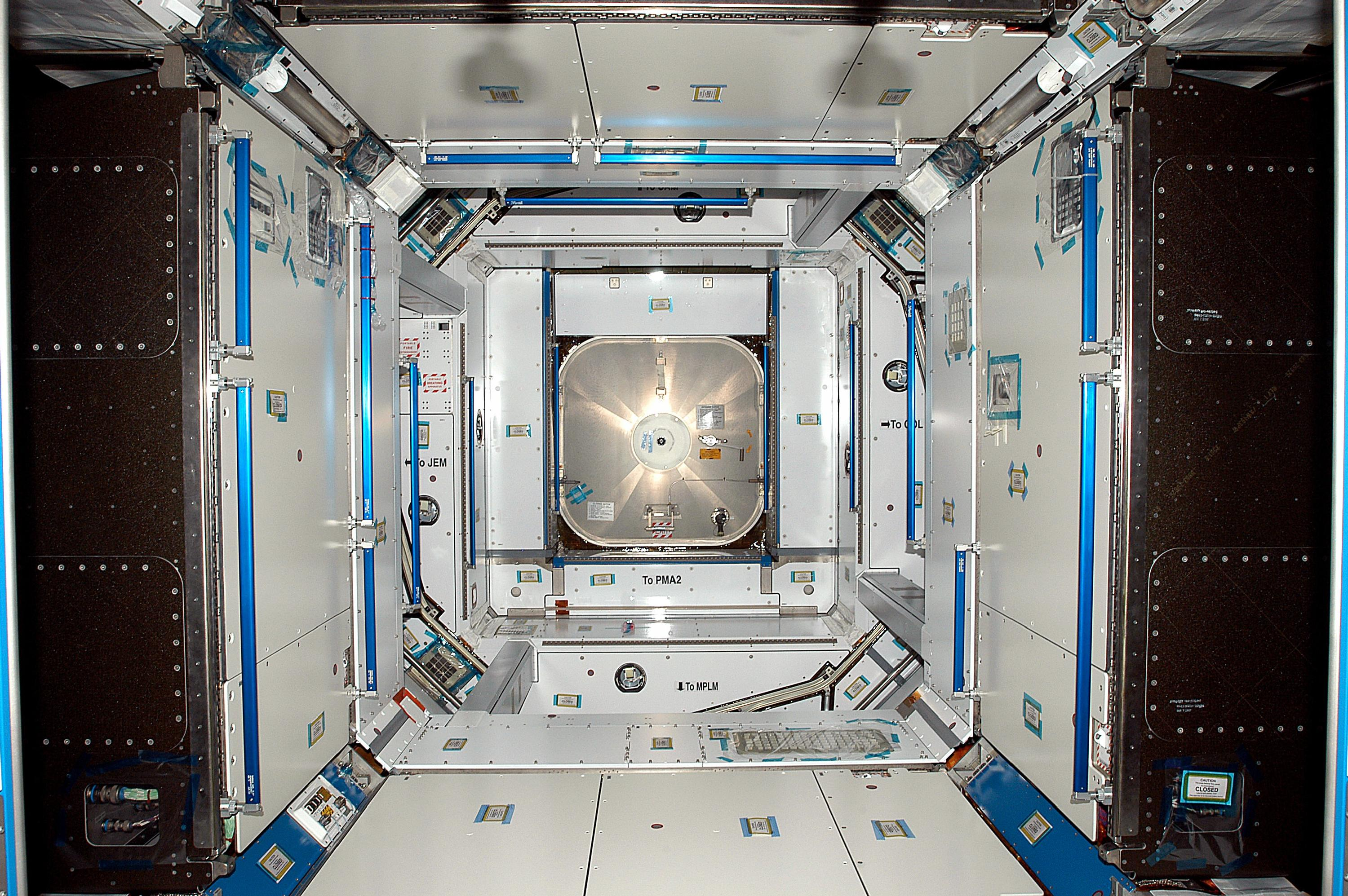
Interiér Harmony

Harmony byl vynesen do vesmíru 23. října 2007 na palubě raketoplánu Discovery při misi STS-120.
26. října v 10:02 UTC vystoupili astronauti Scott Parazynski a Douglas Wheelock do otevřeného prostoru, aby připravili modul Harmony na přemístění z nákladového prostoru raketoplánu k ISS - dočasně na modul přichytili zařízení PDGF (Power Data Grapple Fixture) sloužící k budoucímu připojení staničního manipulátoru SSRMS, sňali z modulu ochranné kryty a odpojili konektory, které jej spojovaly s raketoplánem. Potom staniční manipulátor, který obsluhovali astronauti Daniel Tani a Clayton Anderson, zachytil modul Harmony, zdvihl ho a pomalu ho přemístil k levému bočnímu portu modulu Unity, kde byl dočasně ukotven. V 15:38 UTC se Harmony oficiálně stal součástí ISS. Stanice se tak rozrostla o 75 m3 životního prostoru. Její celkový objem dosáhl 500 m3. Na palubě STS-120 modul Harmony doprovázel italský astronaut ESA Paolo A. Nespoli, specialista mise.

## Oživení modulu
27. října se posádky raketoplánu Discovery a ISS věnovaly přípravám na oživení modulu Harmony. Ve 12:24 UTC velitelka posádky ISS Peggy Whitsonová otevřela průlez do modulu Harmony. Astronauti při prvním vstupu do modulu použili ochranné roušky, aby náhodou nevdechli případné malé volně poletující částice. Potom se posádka věnovala demontáži přibližně 700 šroubků a příchytek, které jistily různé části vybavení modulu při startu.

## Přesun Harmony na finální pozici
Po odletu Discovery provedla posádka kosmické stanice tři výstupy do vesmíru (EVA).

### EVA-1
První výstup se uskutečnil 9. listopadu 2007. Zúčastnila se ho Peggy Whitsonová a Jurij Malenčenko. Astronauti měli za úkol rozpojit kabeláž mezi laboratoří Destiny a PMA-2, především kabely zařízení SPTSS (Station-to-Shuttle Power Transfer System), které umožňuje raketoplánům získávat elektrickou energii ze zdrojů vesmírné stanice. Připravili také čelní port Harmony na připojení tunelu PMA-2. Po několika dalších rekonfiguracích a drobných úpravách na vnějším povrchu stanice po 6 hodinách a 55 minutách výstup ukončili.

### Přesun PMA-2 a Harmony
12. listopadu Peggy Whitsonová uvolnila šrouby, které spojovaly tunel PMA-2 s laboratoří Destiny. K této laboratoři byl PMA-2 připojen od 12. února 2001, kdy posádka raketoplánu Atlantis při misi STS-98 připojila ke stanici modul Destiny. Letový inženýr Daniel Tani uchopil staničním manipulátorem PMA-2 a vzdálil jej od Destiny. Po prohlédnutí stykových ploch tunelu kamerami přenesl Tani PMA-2 opatrně k přednímu portu Harmony, kde byl tunel zajištěn.
Modul Harmony s tunelem PMA-2 ve své přední části byl 14. listopadu uvolněn ze své dočasné pozice na boku Unity. Daniel Tani přenesl manipulátorem sestavu na čelní port americké laboratoře Destiny. Přesun trval zhruba jednu a půl hodiny.

### EVA-2 a EVA-3
Po přenesení Harmony do své cílové pozice bylo ještě nutno propojit moduly Destiny, Harmony a PMA-2 s ohledem na energie, data a chlazení. 20. a 24. listopadu se uskutečnily dva výstupy do vesmíru EVA-2 a EVA-3, kterých se zúčastnili astronauti Whitsonová a Tani. Jedním z úkolů bylo překonfigurovat a zapojit rozvody amoniaku, který slouží stanici jako chladicí médium. Elektricky a datově byl propojen adaptér PMA-2 s modulem Harmony a Destiny.

## Připojené moduly

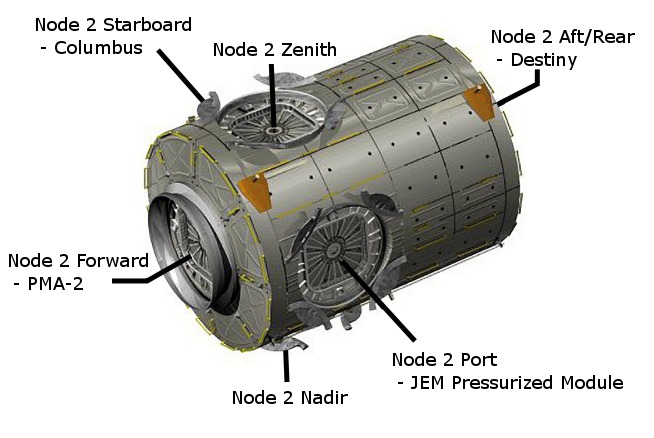
Umístění připojených modulů na Harmony (NASA)

- Laboratoř Columbus, Evropská kosmická agentura (ESA)
- Japonský experimentální modul Kibō
- víceúčelový transportní modul MPLM (Leonardo, Raffaello, Donatello)[12]